# Міхаель Пессінгер
Міхаель «Міхль» Пессінгер (нім. Michael "Michl" Pössinger; 18 січня 1919, Етталь — 23 травня 2003, Гарміш-Партенкірхен) — німецький спортсмен-бобслеїст і офіцер, майор вермахту, оберстлейтенант бундесверу. Кавалер Лицарського хреста Залізного хреста з дубовим листям.

## Біографія
1 жовтня 1937 року поступив у 98-й гірський полк 1-ї гірської дивізії. З 1 квітня 1939 року — унтерофіцер, командир взводу 16-ї (протитанкової) роти свого полку.
Учасник Польської, Французької і Балканської кампаній, а також боїв на радянсько-німецькому фронті. З червня 1941 року — командир 6-ї роти свого полку. В грудні 1941 року переведений в лижну роту дивізії. Літом 1942 року під час боїв на Кавказі важко поранений. З жовтня 1943 року — командир 1-го батальйону свого полку, який на той час вже дислокувався на Балканах. З кінця 1944 року — командир 1-го батальйону 1123-го гренадерського полку 558-ї фольксгренадерської дивізії. В травні 1945 року взятий у полон американцями, але через декілька днів звільнений.
В 1950-х роках виграв повний набір медалей на Чемпіонатах світу з бобслею і скелетону: золото в 1951 році, срібло в 1953 році і бронзу (разом із шведами) в 1954 році. В 1956 році зайняв шосте місце на зимових Олімпійських іграх 1956 року в Кортіна-д'Ампеццо.
26 квітня 1956 року поступив на службу в бундесвер. 31 березня 1975 року вийшов у відставку.

## Нагороди
- Медаль «У пам'ять 13 березня 1938 року»
- Медаль «У пам'ять 1 жовтня 1938»
- Залізний хрест
  - 2-го класу (24 вересня 1939)
  - 1-го класу (16 червня 1940)
- Лицарський хрест Залізного хреста з Дубовим листям
  - Хрест (№ 142; 19 липня 1940) — як лейтенант резерву і командир взводу 16-ї роти 98-го гірського полку.
  - Дубове листя (№ 759; 28 лютого 1945) — як майор і командир 1-го батальйону 1123 гірського полку.
- Штурмовий піхотний знак в сріблі (13 квітня 1942)
- Нагрудний знак «За поранення»
  - Чорний (6 червня 1942)
  - Срібний (15 жовтня 1942)
  - Золотий
- Медаль «За зимову кампанію на Сході 1941/42» (1 жовтня 1942)
- Орден Корони Румунії
- Німецький хрест в золоті (16 лютого 1943) — як оберлейтенант і командир 6-ї роти 98-го гірського полку.
- Нагрудний знак ближнього бою
  - В бронзі (21 червня 1943)
  - В золоті (1 травня 1945)
- Військовий орден Залізного трилисника 3-го класу з дубовим листям (Незалежна Держава Хорватія; 18 травня 1944)
- 5 нашивок «За знищений танк»
- Кавалер ордена «За заслуги перед Федеративною Республікою Німеччина» (1996)
- Почесне кільце ринку Гармір-Партенкірхена (1996)